# Glypta ontariana
Glypta ontariana är en stekelart som beskrevs av Dasch 1988. Glypta ontariana ingår i släktet Glypta och familjen brokparasitsteklar. Inga underarter finns listade i Catalogue of Life.